# Enrique Thompson
Enrique Thompson, född 15 december 1897, död 22 december 1928, var en argentinsk friidrottare. Han deltog vid olympiska sommarspelen 1924.